# Cortinarius poecilopus
Cortinarius poecilopus är en svampart som beskrevs av Rob. Henry 1956. Cortinarius poecilopus ingår i släktet Cortinarius och familjen spindlingar.   Inga underarter finns listade i Catalogue of Life.